# Ancyridris rupicapra
Ancyridris rupicapra är en myrart som först beskrevs av Hermann Stitz 1938.  Ancyridris rupicapra ingår i släktet Ancyridris och familjen myror. Inga underarter finns listade i Catalogue of Life.